# Llista de monuments de la Vall de Cofrents
Llista de monuments de la Vall de Cofrents inscrits en l'Inventari General del Patrimoni Cultural Valencià per la comarca de la Vall de Cofrents.
S'inclouen els monuments declarats com a Béns d'Interés Cultural (BIC), classificats com a béns immobles sota la categoria de monuments (realitzacions arquitectòniques o d'enginyeria, i obres d'escultura colossal), i els monuments declarats com a Béns immobles de rellevància local (BRL). Estan inscrits en l'Inventari General del Patrimoni Cultural Valencià, en les seccions 1a i 2a respectivament.

## Aiora
| Monument                                                                  | Prot.? | Estil/època                                     | Localització                           | Coordenades                                          | Codi?         | Imatge |
| ------------------------------------------------------------------------- | ------ | ----------------------------------------------- | -------------------------------------- | ---------------------------------------------------- | ------------- | --- |
| Castell d'Aiora                                                           | BIC    | Arquitectura medieval                           | Aiora Turó elevat a l'est del municipi | 39° 03′ 30″ N, 1° 03′ 20″ O / 39.05833°N,1.055597°O  | RI-51-0010507 | Castell d'Aiora · Vegeu més fotos d'aquest monument · Carregueu una nova foto d'aquest monument                                              |
| Església de Santa Maria la Major                                          | BIC    | Gòtic S.XIII; s. XV; s. XVIII                   | Aiora En la part baixa del Castell     | 39° 03′ 32″ N, 1° 03′ 20″ O / 39.058805°N,1.055439°O | RI-51-0012138 | Església de Santa Maria la Major (Aiora) · Vegeu més fotos d'aquest monument · Carregueu una nova foto d'aquest monument                     |
| Església parroquial de l'Assumpció de Nostra Senyora                      | BIC    | Renaixement - Manierisme S.XVI; S.XVII; S.XVIII | Aiora C. Església, 1                   | 39° 03′ 28″ N, 1° 03′ 26″ O / 39.057876°N,1.057251°O | RI-51-0004496 | Església parroquial de l'Assumpció de Nostra Senyora (Aiora) · Vegeu més fotos d'aquest monument · Carregueu una nova foto d'aquest monument |
| Creu Coberta d'Aiora                                                      | BIC    | S. XV                                           | Aiora                                  | 39° 03′ 16″ N, 1° 03′ 02″ O / 39.054386°N,1.050517°O | 46.19.044-008 | Creu coberta (Aiora) · Vegeu més fotos d'aquest monument · Carregueu una nova foto d'aquest monument                                         |
| Convent de Sant Antoni de Pàdua, convent de Franciscans o Casa de Cultura | BRL    | S.XVI (1573); S.XVIII (1778) reedificació       | Aiora C. la Marquesa                   | 39° 03′ 43″ N, 1° 03′ 22″ O / 39.062071°N,1.056241°O | 46.19.044-016 | Convent de Sant Antoni de Pàdua (Aiora) · Vegeu més fotos d'aquest monument · Carregueu una nova foto d'aquest monument                      |
| Ermita de la Mare de Déu del Roser                                        | BRL    |                                                 | Aiora Partida de Gorguel               | 39° 04′ 05″ N, 1° 03′ 05″ O / 39.068021°N,1.051435°O | 46.19.044-012 | Ermita de la Mare de Déu del Roser (Aiora) · Vegeu més fotos d'aquest monument · Carregueu una nova foto d'aquest monument                   |
| Ermita de Sant Antoni Abat                                                | BRL    |                                                 | Aiora                                  | 39° 03′ 16″ N, 1° 03′ 00″ O / 39.054473°N,1.050127°O | 46.19.044-006 | Ermita de Sant Antoni Abat (Aiora) · Vegeu més fotos d'aquest monument · Carregueu una nova foto d'aquest monument                           |
| Ermita de Sant Josep                                                      | BRL    |                                                 | Aiora C. Sant Josep, 76                | 39° 03′ 31″ N, 1° 03′ 42″ O / 39.058553°N,1.061761°O | 46.19.044-009 | Ermita de Sant Josep (Aiora) · Vegeu més fotos d'aquest monument · Carregueu una nova foto d'aquest monument                                 |
| Ermita de Sant Roc                                                        | BRL    |                                                 | Aiora                                  | 39° 04′ 34″ N, 1° 03′ 30″ O / 39.076058°N,1.058424°O | 46.19.044-011 | Ermita de Sant Roc (Aiora) · Vegeu més fotos d'aquest monument · Carregueu una nova foto d'aquest monument                                   |
| Ermita de Santa Bàrbara                                                   | BRL    |                                                 | Aiora C. Santa Bàrbara, 40             | 39° 03′ 42″ N, 1° 03′ 36″ O / 39.061560°N,1.059979°O | 46.19.044-005 | Ermita de Santa Bàrbara (Aiora) · Vegeu més fotos d'aquest monument · Carregueu una nova foto d'aquest monument                              |
| Ermita de Santa Llúcia                                                    | BRL    |                                                 | Aiora C. Santa Llúcia, 11              | 39° 03′ 27″ N, 1° 03′ 30″ O / 39.057561°N,1.058244°O | 46.19.044-010 | Ermita de Santa Llúcia (Aiora) · Vegeu més fotos d'aquest monument · Carregueu una nova foto d'aquest monument                               |
| Ermita del Sant Àngel                                                     | BRL    | S.XVIII                                         | Aiora Camí de l'Àngel                  | 39° 04′ 22″ N, 1° 03′ 32″ O / 39.072882°N,1.058994°O | 46.19.044-007 | Ermita del Sant Àngel (Aiora) · Vegeu més fotos d'aquest monument · Carregueu una nova foto d'aquest monument                                |
| Antic convent de Sant Doménec o de l'Encarnació, Auditori Municipal       | BRL    |                                                 | Aiora C. Marquesa de Zenete            | 39° 03′ 34″ N, 1° 03′ 33″ O / 39.059486°N,1.059039°O | 46.19.044-013 | Antic convent de Sant Doménec (Aiora) · Vegeu més fotos d'aquest monument · Carregueu una nova foto d'aquest monument                        |
| Església del convent de Sant Francesc                                     | BRL    |                                                 | Aiora                                  | 39° 03′ 44″ N, 1° 03′ 22″ O / 39.06222°N,1.05611°O   | 46.19.044-017 | Església del convent de Sant Francesc (Aiora) · Carregueu una nova foto d'aquest monument                                                    |

## Cofrents
| Monument                                   | Prot.?        | Estil/època                                   | Localització                  | Coordenades                                          | Codi?         | Imatge |
| ------------------------------------------ | ------------- | --------------------------------------------- | ----------------------------- | ---------------------------------------------------- | ------------- | --- |
| Castell de Cofrents                        | BIC           | Arquitectura Islàmica - Arquitectura medieval | Cofrents En el nucli urbà     | 39° 13′ 50″ N, 1° 03′ 47″ O / 39.230623°N,1.062955°O | RI-51-0010687 | Castell de Cofrents (Cofrents) · Vegeu més fotos d'aquest monument · Carregueu una nova foto d'aquest monument                        |
| Església parroquial de Sant Josep          | BRL           | S.XVII                                        | Cofrents Pl. d'Espanya, 1     | 39° 13′ 49″ N, 1° 03′ 44″ O / 39.23022°N,1.06234°O   | 46.19.097-001 | Carregueu una nova foto d'aquest monument                                                                                             |
| Calvari i ermita de la Verge de la Soledat | BRL etnològic | S.XIX (1878)                                  | Cofrents Turó de la Dehesilla | 39° 13′ 46″ N, 1° 03′ 26″ O / 39.22944°N,1.05736°O   | 46.19.097-005 | Calvari i ermita de la Verge de la Soledat (Cofrents) · Vegeu més fotos d'aquest monument · Carregueu una nova foto d'aquest monument |

## Cortes de Pallars
| Monument                                          | Prot.? | Estil/època                       | Localització                                                      | Coordenades                                          | Codi?         | Imatge |
| ------------------------------------------------- | ------ | --------------------------------- | ----------------------------------------------------------------- | ---------------------------------------------------- | ------------- | --- |
| Castell de Ruaya                                  | BIC    | Arquitectura Islàmica S.IX; S.XIV | Cortes de Pallars Proper a la població                            | 39° 14′ 23″ N, 0° 59′ 08″ O / 39.239671°N,0.985418°O | RI-51-0010581 | Carregueu una nova foto d'aquest monument |
| Castell d'Otonel                                  | BIC    | Arquitectura medieval             | Cortes de Pallars Junt al llogaret del mateix nom                 | 39° 15′ 33″ N, 0° 50′ 56″ O / 39.259052°N,0.848823°O | RI-51-0007323 | Carregueu una nova foto d'aquest monument |
| Castell de Chirel                                 | BIC    | Arquitectura islàmica - gòtic     | Cortes de Pallars Muntanya davant la Mola de Cortes               | 39° 14′ 22″ N, 0° 59′ 07″ O / 39.239555°N,0.985280°O | RI-51-0010804 | Castell de Chirel (Cortes de Pallars) · Vegeu més fotos d'aquest monument · Carregueu una nova foto d'aquest monument                                 |
| Castell de la Pileta                              | BIC    | Arquitectura medieval S.IX; S.XIV | Cortes de Pallars Junt a la CV-428 en direcció a l'aldea de l'Oro | 39° 14′ 41″ N, 0° 56′ 05″ O / 39.244708°N,0.934777°O | RI-51-0010766 | Carregueu una nova foto d'aquest monument |
| Ermita del Sagrat Cor                             | BRL    |                                   | Cortes de Pallars                                                 | 39° 19′ 10″ N, 1° 02′ 25″ O / 39.31933°N,1.04036°O   | 46.19.099-010 | Carregueu una nova foto d'aquest monument |
| Ermita de Sant Roc                                | BRL    |                                   | Cortes de Pallars                                                 | 39° 17′ 55″ N, 0° 55′ 09″ O / 39.29861°N,0.91921°O   | 46.19.099-006 | Carregueu una nova foto d'aquest monument |
| Església parroquial de la Mare de Déu dels Àngels | BRL    | S.XVIII                           | Cortes de Pallars Pl. Església                                    | 39° 14′ 35″ N, 0° 56′ 26″ O / 39.243092°N,0.940532°O | 46.19.099-001 | Església parroquial de la Mare de Déu dels Àngels (Cortes de Pallars) · Vegeu més fotos d'aquest monument · Carregueu una nova foto d'aquest monument |
| Església parroquial de Sant Vicent Màrtir         | BRL    |                                   | Cortes de Pallars                                                 | 39° 18′ 29″ N, 0° 57′ 36″ O / 39.30806°N,0.96000°O   | 46.19.099-011 | Carregueu una nova foto d'aquest monument |

## Teresa de Cofrents
| Monument                           | Prot.? | Estil/època | Localització                            | Coordenades                                          | Codi?         | Imatge |
| ---------------------------------- | ------ | ----------- | --------------------------------------- | ---------------------------------------------------- | ------------- | --- |
| Ermita de la Santa Creu            | BRL    |             | Teresa de Cofrents                      | 39° 06′ 28″ N, 1° 03′ 08″ O / 39.107798°N,1.052173°O | 46.19.239-003 | Ermita de la Santa Creu (Teresa de Cofrents) · Vegeu més fotos d'aquest monument · Carregueu una nova foto d'aquest monument            |
| Ermita de Sant Apol·linar          | BRL    |             | Teresa de Cofrents Pl. Polígon, 4-7     | 39° 06′ 07″ N, 1° 03′ 08″ O / 39.10183°N,1.05222°O   | 46.19.239-002 | Carregueu una nova foto d'aquest monument                                                                                               |
| Església parroquial de l'Assumpció | BRL    |             | Teresa de Cofrents Pl. de l'Església, 2 | 39° 06′ 23″ N, 1° 03′ 04″ O / 39.106515°N,1.051243°O | 46.19.239-001 | Església parroquial de l'Assumpció (Teresa de Cofrents) · Vegeu més fotos d'aquest monument · Carregueu una nova foto d'aquest monument |

## Xalans
| Monument                                    | Prot.?        | Estil/època                                  | Localització                   | Coordenades                                        | Codi?         | Imatge                                                                                           |
| ------------------------------------------- | ------------- | -------------------------------------------- | ------------------------------ | -------------------------------------------------- | ------------- | ------------------------------------------------------------------------------------------------ |
| Castell                                     | BIC           | Arquitectura islàmica - medieval S.XI origen | Xalans Turó junt a la població | 39° 11′ 32″ N, 1° 04′ 46″ O / 39.1923°N,1.079348°O | RI-51-0010656 | Castell (Xalans) · Vegeu més fotos d'aquest monument · Carregueu una nova foto d'aquest monument |
| Església parroquial de Sant Miquel Arcàngel | BRL           |                                              | Xalans C. Església, 2          | 39° 11′ 32″ N, 1° 04′ 40″ O / 39.19222°N,1.07778°O | 46.19.142-001 | Carregueu una nova foto d'aquest monument                                                        |
| Calvari                                     | BRL etnològic |                                              | Xalans                         | 39° 11′ 23″ N, 1° 04′ 42″ O / 39.18972°N,1.07833°O | 46.19.142-003 | Carregueu una nova foto d'aquest monument                                                        |

## Xarafull
| Monument                              | Prot.? | Estil/època                                              | Localització                         | Coordenades                                          | Codi?         | Imatge                                                                                       |
| ------------------------------------- | ------ | -------------------------------------------------------- | ------------------------------------ | ---------------------------------------------------- | ------------- | -------------------------------------------------------------------------------------------- |
| Castell                               | BIC    | Arquitectura medieval S.XII, S.XIII, S.XIV, S.XV, S.XVII | Xarafull En el centre de la població | 39° 08′ 22″ N, 1° 04′ 18″ O / 39.139460°N,1.071660°O | RI-51-0010937 | Carregueu una nova foto d'aquest monument                                                    |
| Ermita                                | BRL    |                                                          | Xarafull                             | 39° 08′ 22″ N, 1° 04′ 17″ O / 39.13958°N,1.07125°O   | 46.19.144-004 | Carregueu una nova foto d'aquest monument                                                    |
| Església parroquial de Santa Catalina | BRL    | S.XVIII                                                  | Xarafull Pl. de San Coronado, 11     | 39° 08′ 20″ N, 1° 04′ 21″ O / 39.13889°N,1.07258°O   | 46.19.144-001 | Església parroquial de Santa Catalina (Xarafull) · Carregueu una nova foto d'aquest monument |

## Zarra
| Monument                          | Prot.? | Estil/època | Localització                   | Coordenades                                          | Codi?         | Imatge |
| --------------------------------- | ------ | ----------- | ------------------------------ | ---------------------------------------------------- | ------------- | --- |
| Església parroquial de Santa Anna | BRL    |             | Zarra Pl. del País Valencià, 1 | 39° 05′ 29″ N, 1° 04′ 30″ O / 39.091286°N,1.074863°O | 46.19.263-001 | Església parroquial de Santa Anna (Zarra) · Vegeu més fotos d'aquest monument · Carregueu una nova foto d'aquest monument |
| Torre campanar de l'església      | BRL    |             | Zarra Pl. del País Valencià    | 39° 05′ 30″ N, 1° 04′ 30″ O / 39.091544°N,1.075054°O | 46.19.263-002 | Torre campanar de l'església (Zarra) · Vegeu més fotos d'aquest monument · Carregueu una nova foto d'aquest monument      |